# 2020 Tour (Liam Payne)
El 2020 Tour fue la primera gira de conciertos del cantante británico Liam Payne, la cual iba a dar promoción a su álbum debut LP1. La gira iba a comenzar el 20 de junio en Schaesberg y planeaba recorrer Europa en 6 fechas más.

## Antecedentes
El cantante Liam Payne había estado comentando hace bastante tiempo que le gustaría visitar algunos lugares que con One Direction no había estado, por ello el 6 de febrero de 2020 anuncia las primeras tres fechas en Rusia. El 11 de febrero, Payne anunciaría las tres siguientes fechas, que pertenecerían a dos festivales en Italia y un festival en Países Bajos. El 21 de febrero de 2020 se anuncia una fecha única en Ucrania. Desafortunadamente el 7 de mayo de 2020 se cancelaron las cuatro fechas en Ucrania y Rusia, por la situación de los países respecto al COVID-19.

## Repertorio
TBA

## Fechas

### Conciertos Cancelados
| Fecha                   | Ciudad            | País         | Recinto                      | Estado     | Motivo               |
| ----------------------- | ----------------- | ------------ | ---------------------------- | ---------- | -------------------- |
| 17 de mayo de 2020      | Ekaterimburgo     | Rusia        | Yekaterinburg-Ekspo          | Cancelados | Pandemia de COVID-19 |
| 19 de mayo de 2020      | San Petersburgo   | Rusia        | A2 Green Concert             | Cancelados | Pandemia de COVID-19 |
| 20 de mayo de 2020      | Moscú             | Rusia        | Adrenaline Stadium           | Cancelados | Pandemia de COVID-19 |
| 22 de mayo de 2020      | Kiev              | Ucrania      | Stereo Plaza                 | Cancelados | Pandemia de COVID-19 |
| 20 de junio de 2020     | Schaesberg        | Países Bajos | Megaland                     | —          | Pandemia de COVID-19 |
| 18 de julio de 2020     | Vila Nova de Gaia | Portugal     | Antiga Seca do Bacalhau      | —          | Pandemia de COVID-19 |
| 19 de julio de 2020     | Lucca             | Italia       | N/A                          | Elodie     | Pandemia de COVID-19 |
| 20 de julio de 2020     | Roma              | Italia       | Auditorio Parco della Musica | Elodie     | Pandemia de COVID-19 |
| 31 de julio de 2020     | Dorset            | Reino Unido  | Lulworth Castle              | —          | Pandemia de COVID-19 |
| 22 de agosto de 2020    | Wolverhampton     | Reino Unido  | Wolverhampton Racecourse     | —          | Pandemia de COVID-19 |
| 5 de septiembre de 2020 | Múnich            | Alemania     | Olympiapark                  | —          | Pandemia de COVID-19 |